# 志潔學校
志潔學校（英語：Chi Kit School），是香港一所已停辦的津貼小學，原址位於旺角洗衣街。由市政事務署設立於1960年，創校初期主要為該署職工子弟提供教育。2005年與直資學校優才（楊殷有娣）書院合併，成為其志潔分校，開辦小一至小三課程。

## 校址與建築
志潔學校校址為旺角洗衣街31號，位處洗衣街、山東街及花園街的交界，鄰近麥花臣球場。校舍是一座四層高的建築物。

## 歷史

### 沿革
志潔學校由市政局的執行部門市政事務署（後稱市政總署）設立，一說斥資80萬港元；一說斥資40萬港元，其中一半（20萬）由教育司署資助，約14萬元由政府免息貸款，約6萬元從市政事務署職員籌募而來。校舍工程於1959年11月奠基。1960年4月校舍揭幕，同年5月開課。最初分為上、下午校，共招得各級學生約860名，由教育司署各派遣一名校長管理。
創校初期的招生取向是招收任何適齡兒童，但優先取錄市政事務署職工子弟。該署亦提供獎學金資助升讀中學的學生。
1987年9月學年轉為全日制。1999年市政總署解散後，職能由多個政府部門分擔，此校辦學團體轉為香港市政事務職工總會，校董多在主要承繼部門食物環境衞生署工作。
此校定位為「草根」，學生來自基層家庭為主，後期招收不少來自中國內地的新移民學生、綜援家庭學生，亦有意招收少數族裔學生。

### 殺校與合併
2000年代前期，香港因適齡學童減少而出現殺校潮。志潔學校雖在2003年獲得撥款2000多萬港元展開校舍改善工程，卻在翌年因小一收生不足而被教育統籌局勒令停辦，同期面臨停辦的小學共有31間，其中志潔與鮮魚行學校曾被傳媒並列為具有獨特辦校背景的草根學校。該些小學組成「維護辦學收生權益聯合行動委員會」，由志潔校長梁易天出任召集人、發言人，發起請願集會等活動。
2004年4月教統局曾建議該些小學接受特別視學進行評估，但志潔與不少學校都沒有答允。同月直資學校優才（楊殷有娣）書院提出與志潔合併，讓志潔成為其初小部（小一至小三）分校，獲志潔校董會同意，同年8月合併方案獲教統局批准。原計劃為2005年9月新學年的優才小一新生開始在志潔上課，但因志潔校舍仍在進行的改善工程需延至2006年才竣工，故計劃順延至2006年9月。

## 校歌
此校校歌由黃飛然撰曲，柳存仁作詞。

## 備註
1. ↑  兩人當時均任職於教育司署，亦均曾任教於皇仁書院。